# Centaurea elbrusensis
Centaurea elbrusensis — вид квіткових рослин айстрових (Asteraceae). Ареал: Вірменія, пн. Іран.

## Середовище
Населяє трав'яні угруповання.

## Морфологічна характеристика
Багаторічник сіро-волосистий, 9–12 см заввишки. Листки коротколанцетні, короткочерешкові й сидячі, перисті або ліроподібні. Квітки вохристо-жовті. Квітує влітку.